# Auckland Domain
Az Auckland Domain a legnagyobb új-zélandi város legrégebbi, a 19. század derekán kialakított, és egyik legnagyobb, 75 hektáros parkja. Auckland városközpontjának közelében, a Grafton városrészben terül el, az Aucklandi vulkáni mező részét alkotó régi, kialudt, alacsony tűzhányó, a Pukekawa kráterében, illetve az azt körülvevő tufagyűrűn.
A park természeti értékein kívül sok más turistavonzó látványosságot is magába foglal. A tufagyűrű és a park legmagasabb pontján épült az Auckland War Memorial Museum. Az egykori kráter fenekén számos sportpályát alakítottak ki. A központi, vulkáni salakból (scoria) képződött kúp északi (azaz itt, a déli féltekén napos) oldalán két nagy üvegházat (Wintergarden) emeltek. Egy régi kőfejtőben páfrányligetet (fernery) alakítottak ki. A krátert körülvevő tufagyűrűnek a múzeummal szemközti oldalán krikettpavilon található, és itt épült fel a városi kórház, az Auckland City Hospital. A kráter északi szektorában kacsaúsztató tavak vannak, fölös vizüket a tufagyűrű áttörésében kis patak vezeti el.

## Története
A Pukekawa vulkáni kúpját a maorik az aucklandi földszoros egyik legjobb területének tartották erődített település, úgynevezett pa építése céljára. Napos északi lejtői kedvezőek voltak kumara termesztésére, míg a domb tetején jól védhető raktárakat és erődöt építettek. A kráter mélyedésében kialakult mocsár édesvizet és angolnát biztosított a maorik számára.
A hely neve, Pukekawa jelentése maori nyelven keserű emlékek hegye, ami valószínűleg a Ngapuhi és Ngati Whatua törzsek (iwik) közötti háborúkra utal.
Az európai telepesek megvásárolták a területet a Ngati Whatua törzstől, és 1843-ban FitzRoy kormányzó azt a település tartalék-területének nyilvánította. Azóta is a város egyik legértékesebb ingatlana. Eredetileg Auckland Park néven nevezték, de aztán az Auckland Domain („aucklandi birtok”) név használata vált általánossá. Az 1860-as években a terület forrásai hozzájárultak a város vízellátásához. A kráterben lévő mocsarat lecsapolták és krikettpályát alakítottak ki a helyében. Ugyancsak az 1860-as években kezdte meg az Auckland Acclimatisation Society kertek kialakítását a területen, aminek bizonyos részei még mindig láthatóak, köztük néhány üvegház azt 1870-es évekből. Számos egzotikus fát is ültettek, sok közülük ma is díszíti a parkot.
1910-ben itt szervezték meg az első rögbi-mérkőzést Új-Zéland és Nagy-Britannia csapatai között. 1913-ban a park területén rendezték meg a nagyszabású gazdasági kiállítást, az Auckland Exhibitiont.
Az 1920-as és 30-as években üzletemberek adományaiból szobrokkal díszítették a parkot, és ekkor emelték az Art déco stílusú bejáratot is. Az Auckland War Memorial Museum 1929-ben készült el, majd az 1960-as években bővítették, illetve az ezredforduló után teljesen felújították.
1953-ban egy 18 500 köbméteres víztározót építettek a felszín alatt a park egyik legmagasabb pontján, a múzeumtól délre. Ez a víztározó ma is hozzájárul a nagyváros vízellátásának biztosításához.

## Rendezvények
A park lett a színhelye Új-Zéland számos nagy tömegrendezvényének. A 20. század első évtizedében ballonokkal szálltak fel itt, 1953-ban már II. Erzsébet brit királynő uralkodó látogatókörútjának fontos állomása volt a Domain, több pápalátogatást tömegrendezvényeit is ide szervezték, és természetesen számos nagy sporteseményre is sor került itt.
A rendszeres évi események közül kiemelkedik a Christmas in the Park (Karácsony a parkban), ami az új-zélandi nyár elején általában több mint 200 000 látogatót vonz.

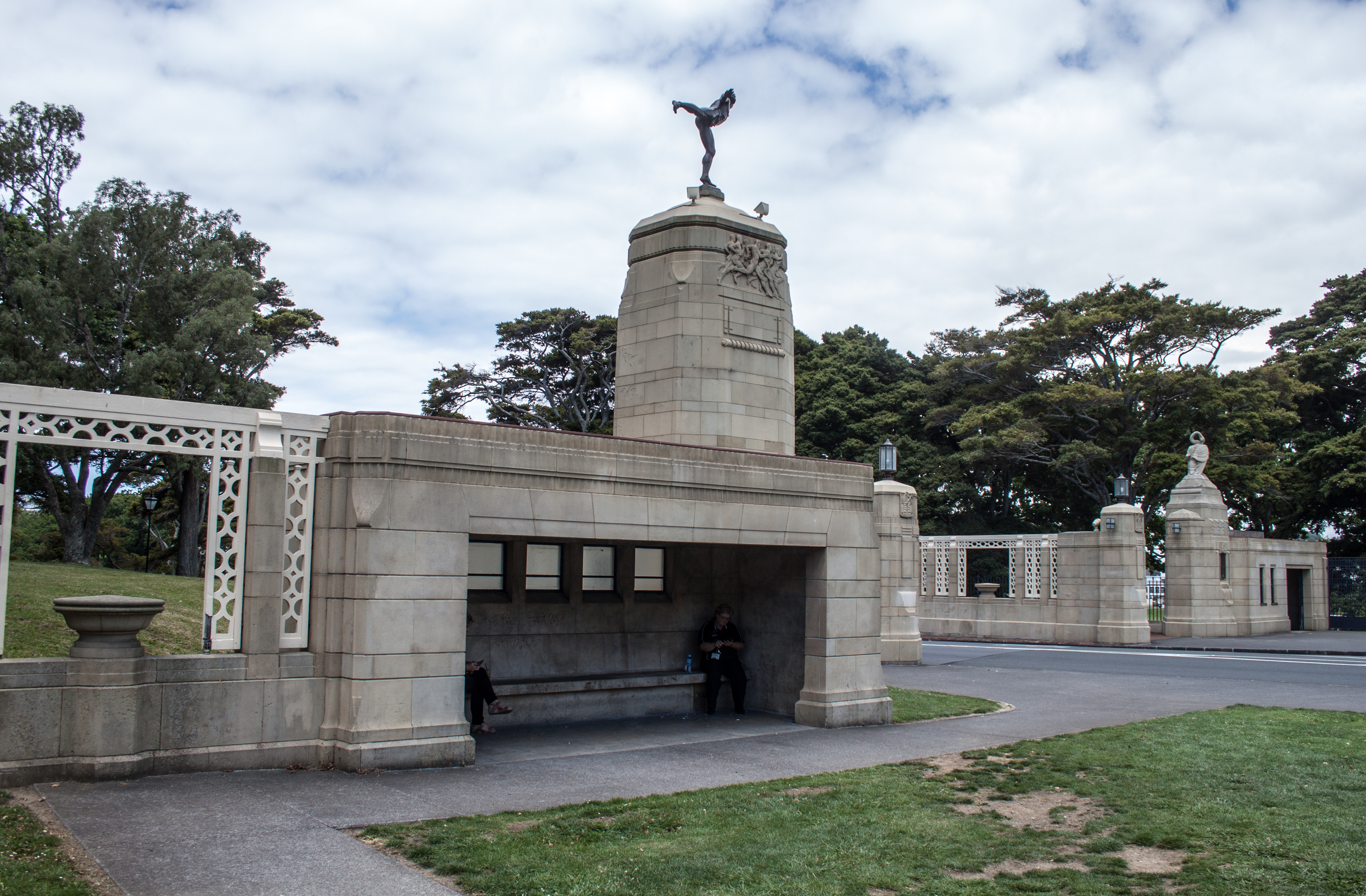
A park főbejárata
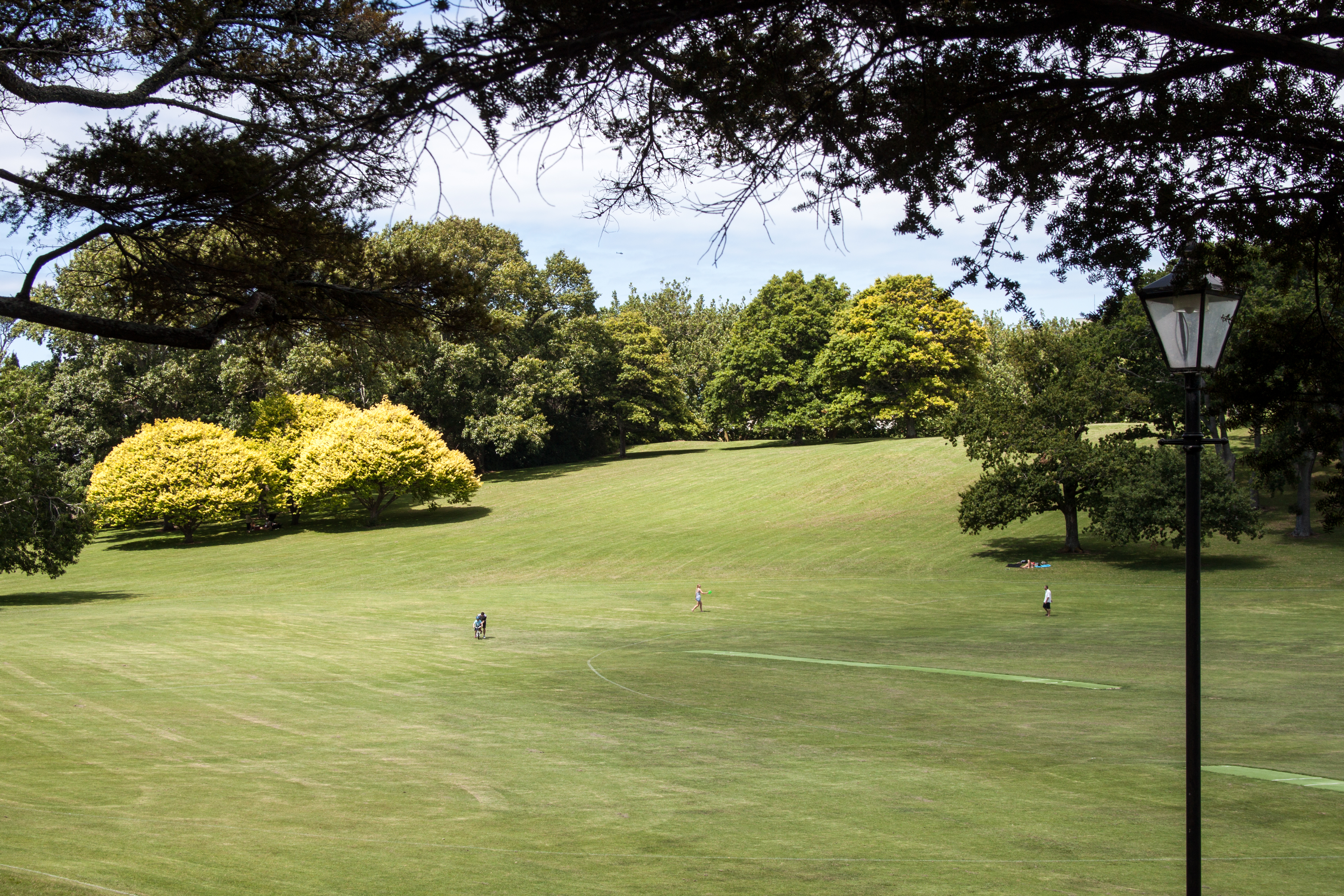
Parkrészlet
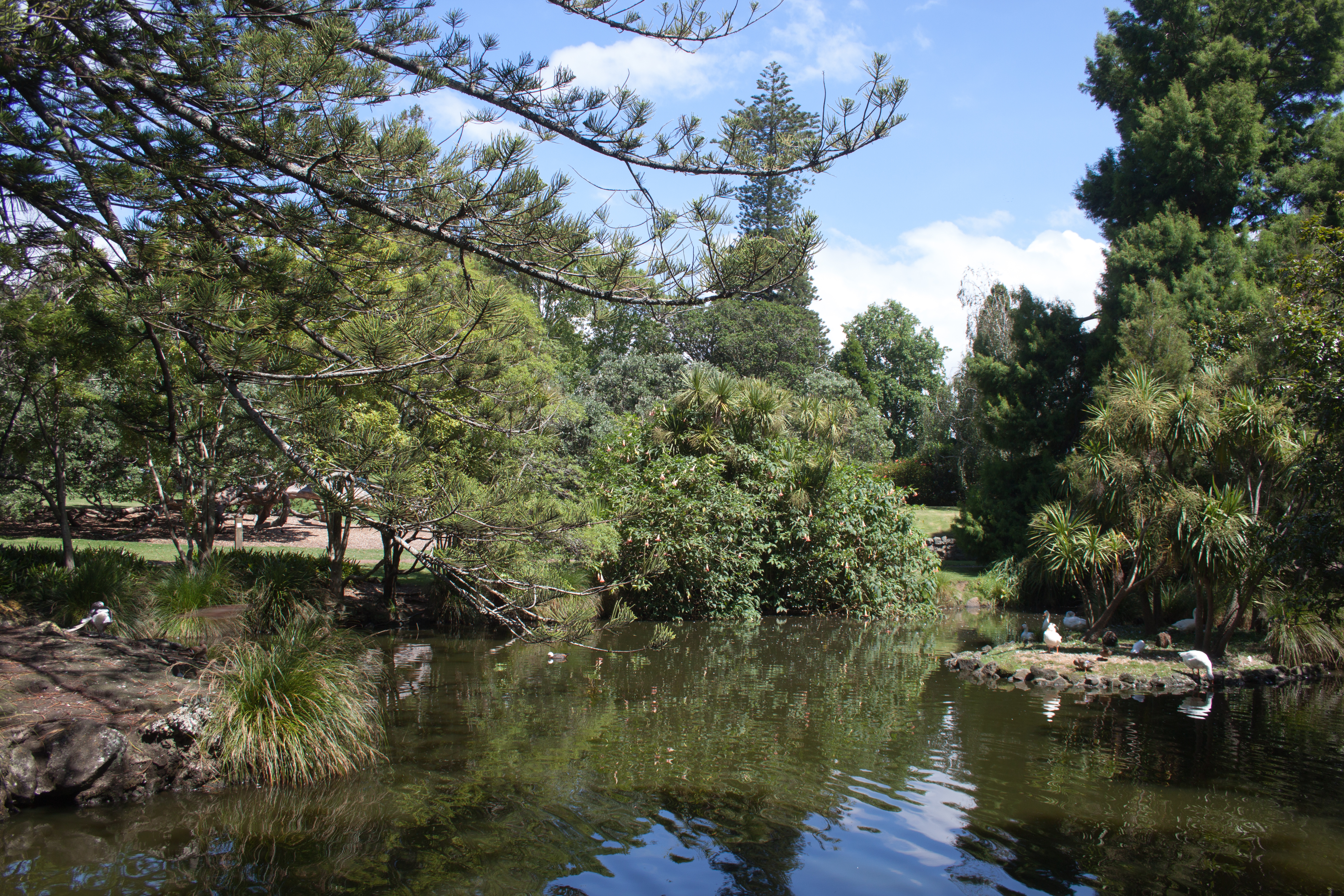
Tó a parkban
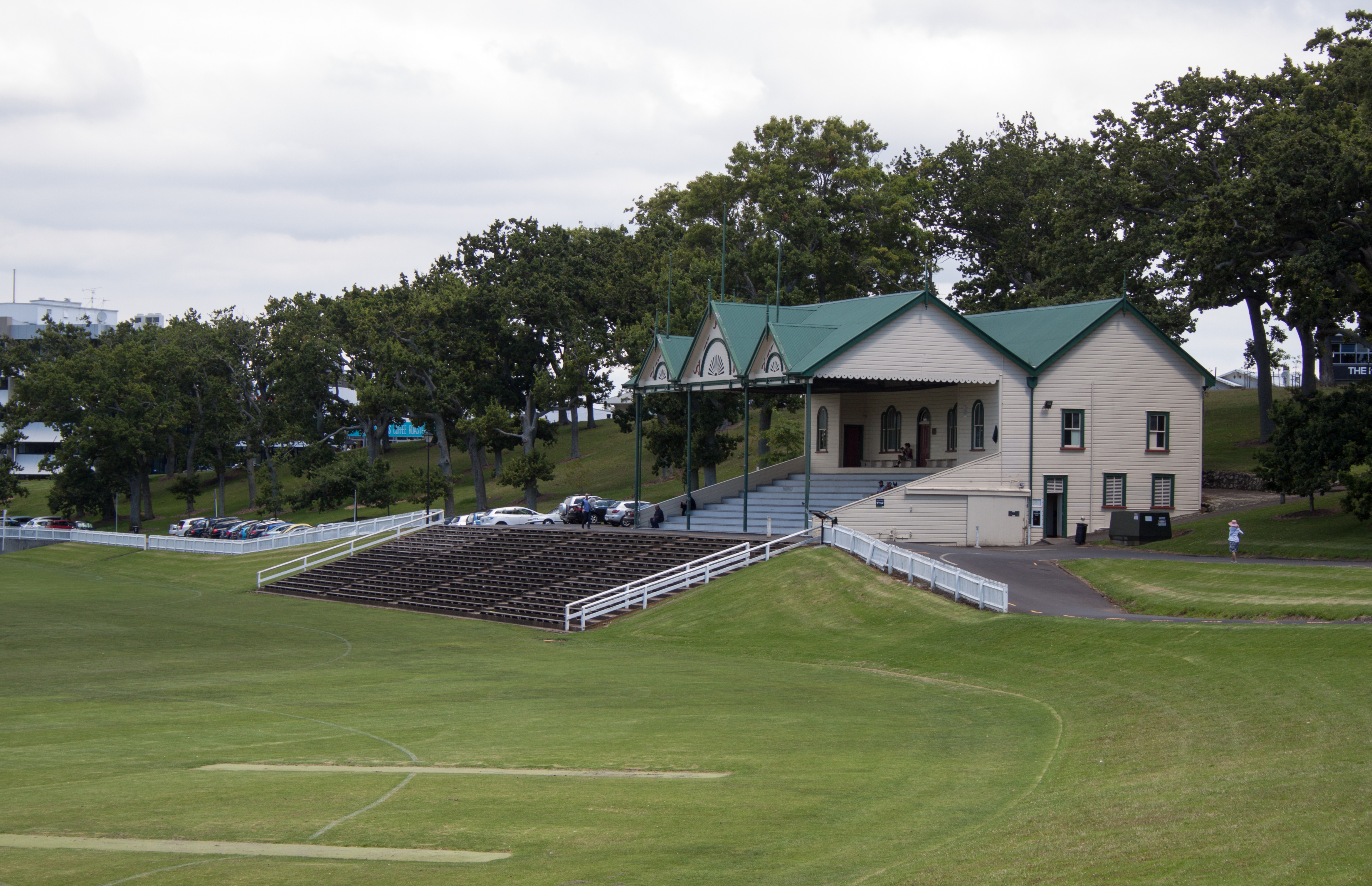
Sportpálya a parkban

## Fordítás
Ez a szócikk részben vagy egészben a Auckland Domain című angol Wikipédia-szócikk ezen változatának fordításán alapul.  Az eredeti cikk szerkesztőit annak laptörténete sorolja fel. Ez a jelzés csupán a megfogalmazás eredetét és a szerzői jogokat jelzi, nem szolgál a cikkben szereplő információk forrásmegjelöléseként.